# Hungarozaur
Hungarozaur (Hungarosaurus) – pancerny dinozaur znaleziony na Węgrzech.

## Nazwa
Hungarosaurus oznacza węgierski jaszczur. Epitet gatunkowy pochodzi od nazwiska Andrása Tormy.

## Wielkość
- Długość: 4m
- Długość czaszki: 32-36cm

## Pożywienie
rośliny

Dinozaur ten prawdopodobnie pasł się wśród niskiej roślinności kredowych lasów.

## Występowanie
Zamieszkiwał dzisiejszą Europę w górnej kredzie (santon).

## Odkrycie
Odkryty w górach zachodnich Węgier w formacji Csehbánya. Jak na razie jego szkielet jest najbardziej kompletny z pozostałości wszystkich ankylozaurów odnalezionych w Europie.

## Opis
Czworonożny, dość ociężały. Kostny pancerz na grzbiecie i ogonie. Brak kostnej buławy na ogonie.

## Zwyczaje
Prawdopodobnie dosyć powolny. Wiódł spokojny żywot, pożywiając się niską roślinnością. W razie ataku drapieżnika prawdopodobnie przywierał do ziemi, odwracając się w stronę drapieżcy swym grubym, doskonale chroniącym go pancerzem.  Upolowanie tego zwierzęcia raczej nie było możliwe w inny sposób niż poprzez odwrócenie go brzuchem do góry.